# Ana Mendes Godinho
Ana Manuel Jerónimo Lopes Correia Mendes Godinho (ur. 29 czerwca 1972 w Lizbonie) – portugalska polityk i prawniczka, w latach 2015–2019 sekretarz stanu ds. turystyki, w latach 2019–2024 minister pracy, solidarności i zabezpieczenia społecznego.

## Życiorys
Absolwentka prawa na Uniwersytecie Lizbońskim. Odbyła studia podyplomowe z zakresu prawa pracy i nauk o legislacji. Koordynowała kurs prawa turystycznego na macierzystej uczelni. Pracowała na kierowniczych stanowiskach w różnych instytucjach turystycznych (Turismo Fundos, Turismo Capital). Była też wiceprezesem Turismo de Portugal. W okresie pierwszego rządu José Sócratesa pełniła funkcję zastępczyni szefa gabinetu sekretarza stanu do spraw turystyki. Później zajmowała dyrektorskie stanowisko w Autoridade para as Condições do Trabalho, portugalskiej inspekcji pracy.
W listopadzie 2015 nominowana na funkcję sekretarza stanu do spraw turystyki. W październiku 2019 powołana na ministra pracy, solidarności i zabezpieczenia społecznego w drugim gabinecie Antónia Costy. Pozostała na tej funkcji w powołanym w marcu 2022 trzecim rządzie dotychczasowego premiera. Zakończyła urzędowanie w kwietniu 2024.
W wyborach w 2019, 2022 i 2024 z ramienia Partii Socjalistycznej uzyskiwała mandat posłanki do Zgromadzenia Republiki.